# (38407) 1999 RF204
1999 RF204 (asteroide 38407) é um asteroide da cintura principal. Possui uma excentricidade de 0.16030540 e uma inclinação de 7.96723º.
Este asteroide foi descoberto no dia 8 de setembro de 1999 por LINEAR em Socorro.